# Rood-groen
Rood-groen is een politieke term die verwijst naar de samenwerking tussen (rode) sociaaldemocratische en/of socialistische partijen en (groene) ecologische en soms zelfs agrarische centrumpartijen. De term wordt in verschillende landen en contexten gebruikt om lijstverbindingen,  electorale allianties of blokken aan te duiden waarin deze ideologische stromingen samenwerken.
Binnen de politiek is rood een symbolische kleur is voor partijen die zich inzetten voor kansengelijkheid, vakbondsrechten, armoedebestrijding en herverdeling van welvaart.  Groen staat symbool voor partijen die prioriteit geven aan milieu, klimaat, biodiversiteit en daarnaast vaak progressieve thema's als sociale rechtvaardigheid omarmen. Beide stromingen delen een streven naar democratisering, een sterke sociale zekerheid, toegankelijke publieke voorzieningen zoals onderwijs en gezondheidszorg, en bescherming van werknemers tegen uitbuiting.

## Gebruik per land
De Duitse regeringen van Gerhard Schröder tussen 1998 en 2005 waren het eerste voorbeeld van een rood-groene samenwerking. Tussen 1998 en 2006 was ook de periode dat de groene milieupartij in Zweden voor het eerst gedoogsteun gaf aan de rode sociaaldemocraten. Tussen 2005 en 2013 vormde sociaaldemocraat Jens Stoltenberg in Noorwegen een rood-groen meerderheidskabinet. In navolging van deze samenwerkingen wordt de term ook in andere landen gebruikt voor verschillende andere constellaties waarbij rode en groene fracties betrokken zijn.

### Duitsland
In Duitsland (Bundestag) verwijst rood-groen vaak naar een coalitie tussen de SPD (sociaaldemocraten) en Bündnis 90/Die Grünen (de Groenen). Dergelijke meerderheidskabinetten hebben op verschillende bestuursniveaus bestaan.
- Landelijk: De bekendste rood-groene coalitie was de federale regering van 1998-2005 onder leiding van bondskanselier Gerhard Schröder (SPD) met Joschka Fischer (Groenen) als minister van Buitenlandse Zaken.
- Regionaal: In verschillende deelstaten hebben rood-groene coalities geregeerd, zoals in Nedersaksen en Noordrijn-Westfalen.

### Scandinavië
In Scandinavië wordt rood-groen vaak breder gebruikt als aanduiding voor een links politiek blok waarin sociaaldemocraten, socialisten en groenen samenwerken. Dit is onderdeel van de blokpolitiek, waarin verkiezingen vaak draaien om een strijd tussen een links (rood-groen) en een rechts (blauw-geel) blok die doorgaans minderheidskabinetten opleveren.
- Noorwegen (Storting): Het rødgrønne blok bestaat uit de Arbeiderpartiet (sociaaldemocraten), Sosialistisk Venstreparti (groen-socialisten) en de Senterpartiet (agrarisch/centrum-links). De Miljøpartiet (groen-progressief) en de partij Rødt (links-marxistisch) zijn nog niet nodig geweest om een verkiezing te winnen en maken tot en met de verkiezingen van 2021 officieel geen deel uit van het rood-groene blok.
- Zweden (Riksdag): Het rödgröna blok bestaat uit de Socialdemokraterna (sociaaldemocraten), Miljöpartiet de Gröna (groen-progressief) en de Vänsterpartiet (links-socialistisch). Daarnaast neemt de Centerpartiet (agrarisch-liberaal) een ambigue positie in. Hoewel de partij historisch deel uitmaakte van het rechtse blok, heeft zij vanaf de verkiezingen van 2022 samenwerking gezocht met de rood-groene partijen.
- Denemarken (Folketing): Hoewel de term minder ingeburgerd is, kan de samenwerking tussen de Socialdemokraterne (sociaaldemocratisch), Socialistisk Folkeparti (groen-sociaaldemocratisch) en de Enhedslisten (ecosocialistisch) als rood-groen worden beschouwd. Daarnaast bevinden Radikale Venstre (sociaal-liberaal) en Alternativet (groen-progressief) zich op de rand van dit blok: Radikale Venstre wisselt tussen samenwerking met links en rechts, terwijl Alternativet een uitgesproken groene partij is die in de praktijk vaak met de overige rood-groene partijen stemt.

### Nederland
In Nederland verwijst de term RoodGroen voornamelijk naar de samenwerking tussen de Partij van de Arbeid (PvdA) en GroenLinks genaamd GroenLinks-PvdA. In 2023 vormden zij een gezamenlijke lijst voor de Tweede Kamerverkiezingen. Hoewel de PvdA als sociaaldemocratische partij traditioneel gericht is op bestaanszekerheid en GroenLinks een uitgesproken ecologische en progressieve partij is, hebben beide partijen in de loop der jaren op verschillende niveaus samengewerkt. Op landelijk niveau werkten zij in 2023 voor het eerst samen met een gezamenlijke fractie in de Eerste Kamer, waarna zij in datzelfde jaar ook besloten gezamenlijk aan de Tweede Kamerverkiezingen deel te nemen onder één lijst. Hiermee werd een verdere stap gezet in de richting van een structurele samenwerking, die door sommigen wordt gezien als een mogelijke fusie.